# 291
291（二百九十一、にひゃくきゅうじゅういち）は自然数、また整数において、290の次で292の前の数である。

## 性質
- 291 は合成数であり、約数は 1, 3, 97, 291 である。
  - 約数の和は392。
- 91番目の半素数である。1つ前は289、次は295。
- 各位の和が12になる24番目の数である。1つ前は282、次は309。
- 291 = 12 + 12 + 172 = 12 + 112 + 132 = 72 + 112 + 112
  - 3つの平方数の和3通りで表せる38番目の数である。1つ前は286、次は302。(オンライン整数列大辞典の数列 A025323)
  - 291 = 12 + 112 + 132
    - 異なる3つの平方数の和1通りで表せる86番目の数である。1つ前は289、次は298。(オンライン整数列大辞典の数列 A025339)
- 29の約数 1,29 を降順に並べた数である。n の約数を降順に並べた数とみたとき1つ前の28は28147421、次の30は30151065321。(オンライン整数列大辞典の数列 A176558)
- 291 = 1 × 162 + 2 × 16 + 3 = 123(16)
  - 16進数で表すと昇順で連続する自然数になる3番目の数である。1つ前は18、次は4660。(オンライン整数列大辞典の数列 A048447)

## その他 291 に関連すること
- 国際電話番号の291は、エリトリア。
- 291ギャラリーは、ニューヨーク市5番街291番地にあったギャラリー。
- コンヴァース (USS Converse, DD-291) は、アメリカ海軍の駆逐艦。
- クレヴァル (USS Crevalle,  SS/AGSS-291) は、アメリカ海軍の潜水艦。